# Nożyno
Nożyno (Duits: Groß Nossin) is een dorp in de Poolse woiwodschap Pommeren. De plaats maakt deel uit van de gemeente Czarna Dąbrówka en telt 312 inwoners.